# Stazione di Phnom Penh
La stazione centrale di Phnom Penh (in lingua francese: Gare Centrale de Phnom Penh) è la principale stazione ferroviaria di Phnom Penh, capitale della Cambogia. Si trova nel distretto centrale di Khan Doun Penh ed è gestita dalla Royal Railway of Cambodia

## Storia
La stazione di Phnom Penh fu costruita durante il periodo del Protettorato francese in quella che all'epoca era una zona umida alla periferia occidentale della città. I lavori iniziarono nel 1929 con le opere di bonifica del suolo ma dopo aver dovuto fermare i lavori per pesanti piogge nel 1930 e 1931 la stazione fu inaugurata solo nel 1932 con l'apertura della linea fino a Battambang.
Tra il 28 e 30 settembre del 1960 la stazione fu sede per un congresso segreto tra ventuno capi del Partito Popolare Cambogiano che durante l'incontro decisero di fondare il Partito Comunista di Kampuchea. Nell'aprile del 1975 con la caduta di Phnom Penh la stazione fu scelta per tenere la prima riunione, alla presenza di Pol Pot, tra i capi dei Khmer Rouge. Nel 2010 è stata ristrutturata.
Il 10 aprile 2018 è stata inaugurata una diramazione da 1,6 km che collega la stazione all'aeroporto Internazionale di Phnom Penh.

## Linee ferroviarie
È una stazione di testa in superficie ed è terminale delle 2 principali linee ferroviarie del paese:
- Linea settentrionale, che arriva a Poipet al confine con la Thailandia.
- Linea meridionale, che collega alla città portuale di Sihanoukville.
- Diramazione per l'aeroporto Internazionale di Phnom Penh[6].
- Diramazione per il porto fluviale di Phnom Penh, collega al terminal petrolifero ed al GTW terminal[7]

## Descrizione
La stazione, costruita dai francesi in stile art déco, si affaccia su di una piazza alla cui estremità opposta passa l'importante Monivong Boulevard. Consiste in un edificio di tre pani con unico grande androne centrale con ampi archi in cemento armato ed uffici e biglietterie su entrambi i lati. La zona dei treni è composta da una larga banchina con tettoia al servizio di due binari per il traffico passeggeri.

## Galleria d'immagini

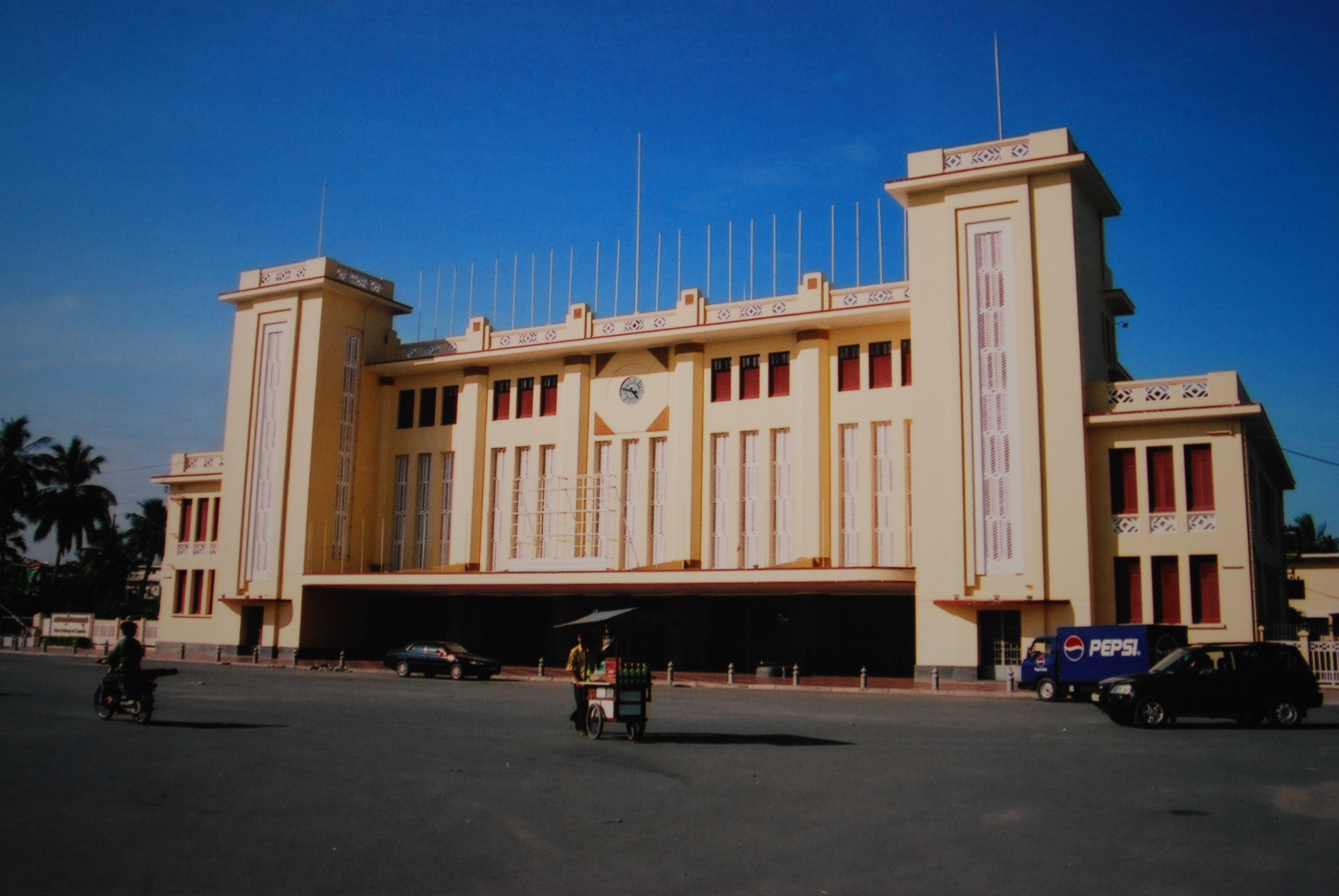
L'esterno.
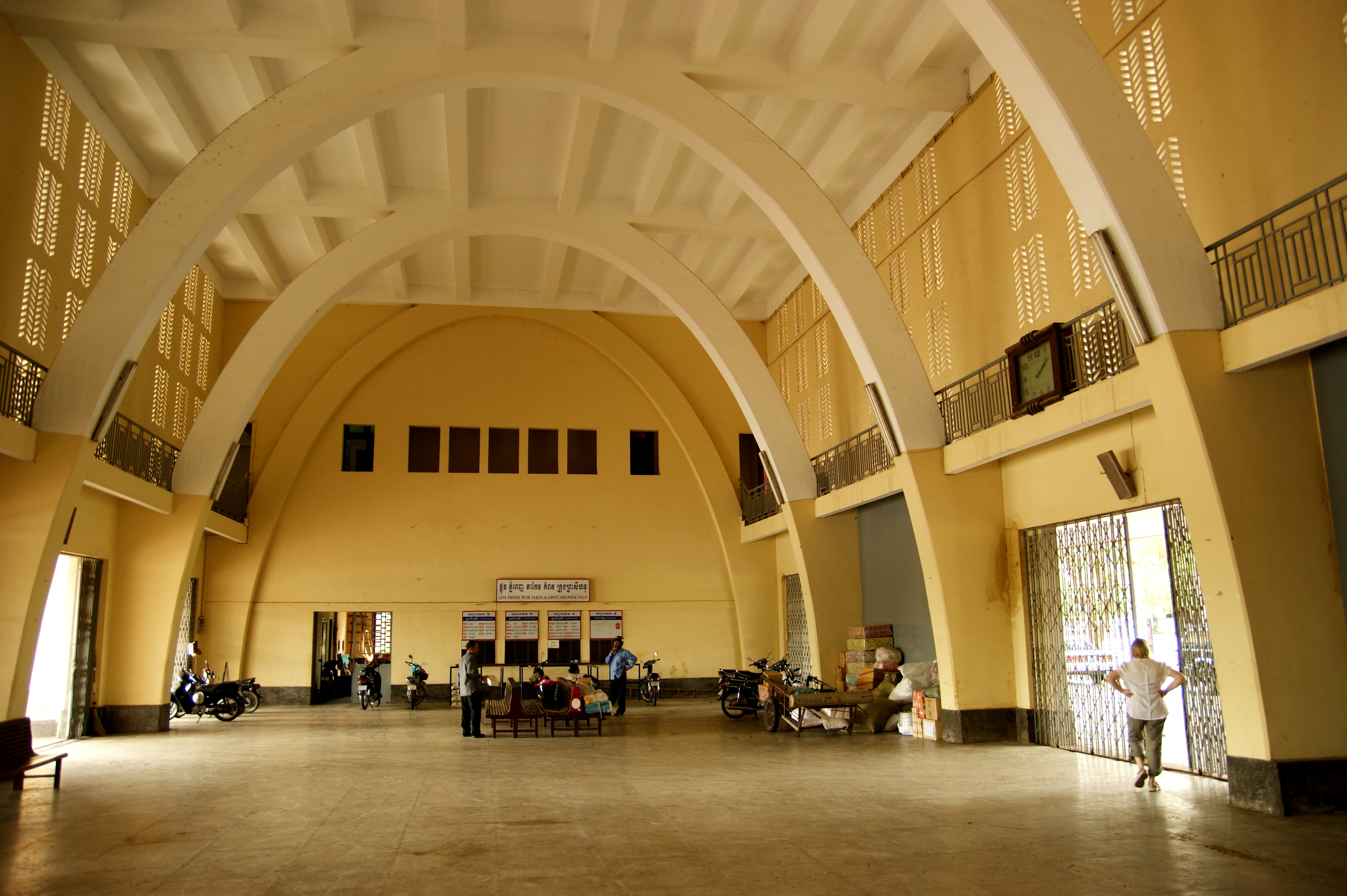
Particolare del grande androne centrale.
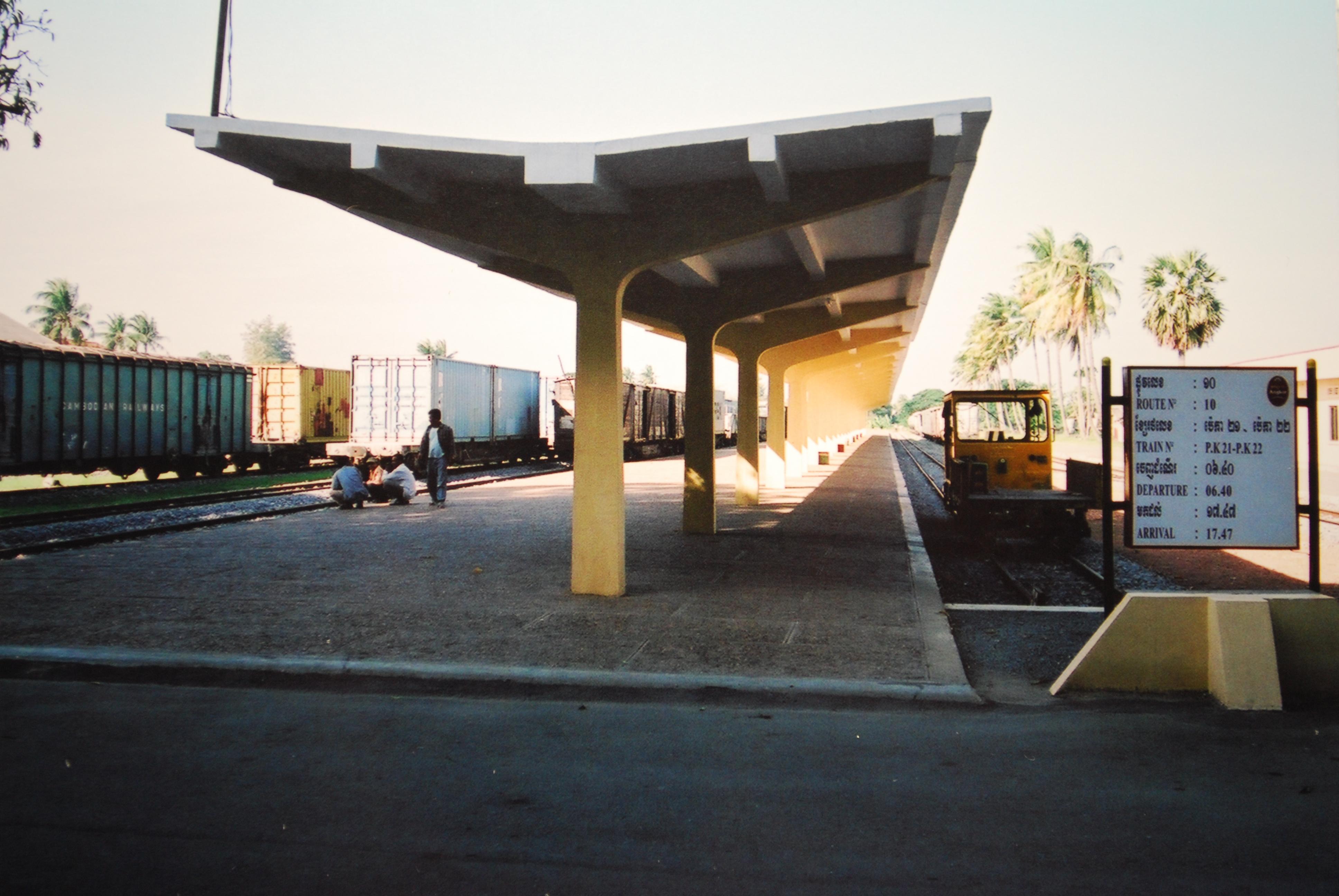
Banchina e treni.
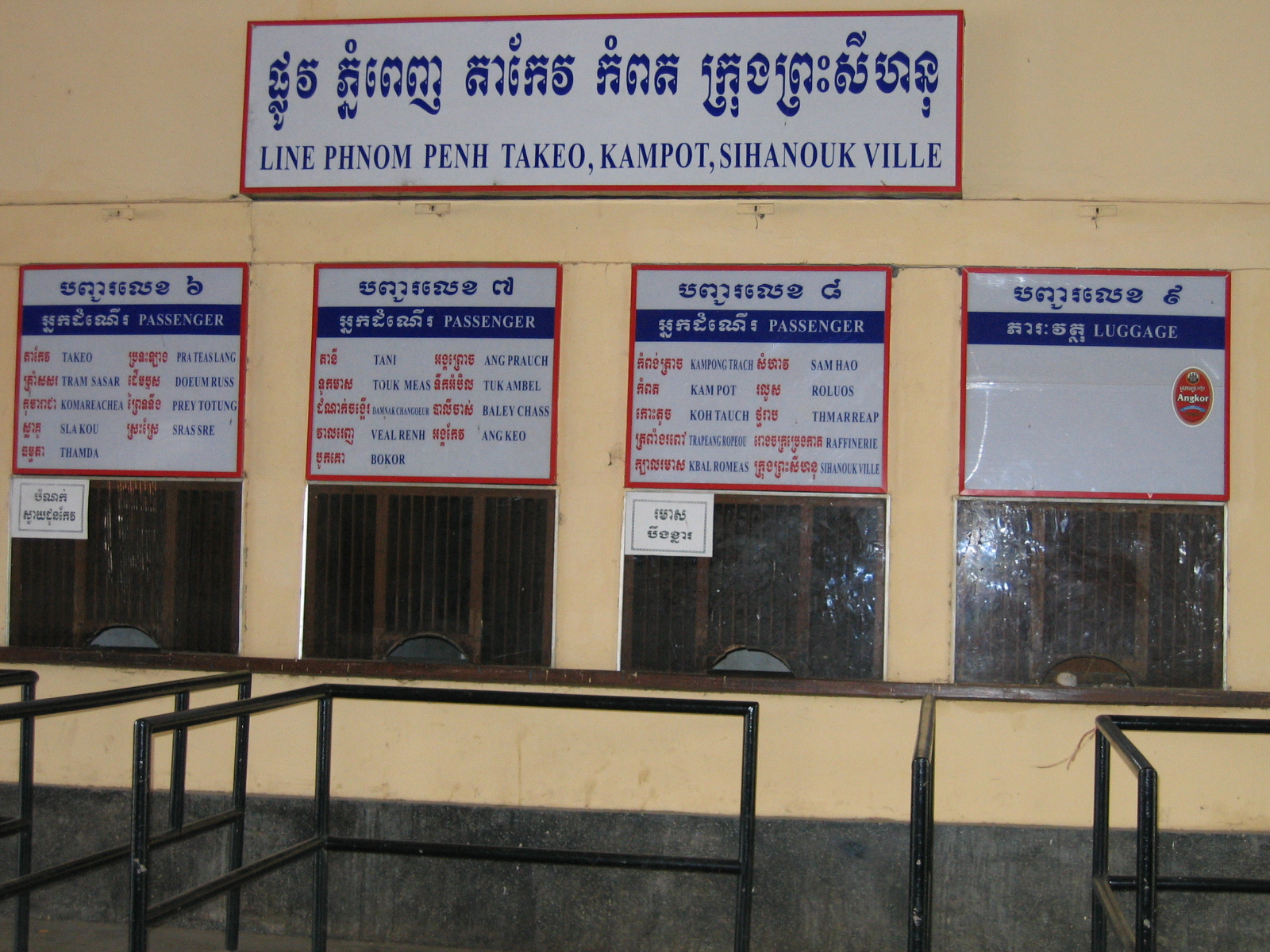
Biglietterie.
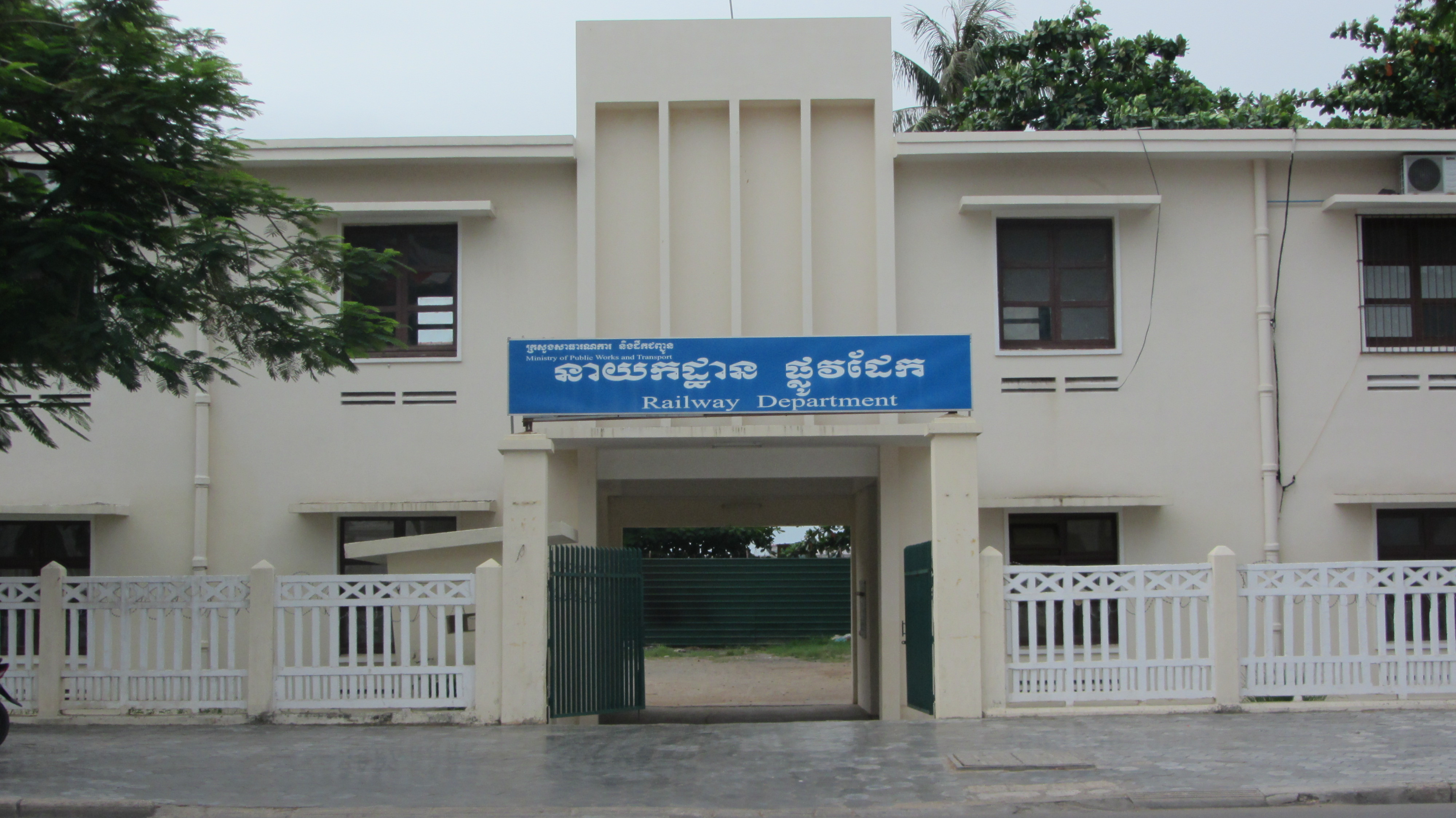
Uffici, Railway Department.